# Speaker for the Dead
Speaker for the Dead (1986) är en science fictionroman av Orson Scott Card och är uppföljaren till Enders spel.  
3000 år efter att Andrew "Ender" Wiggins utplånade en hel art av intelligenta rymdvarelser är han fortfarande vid liv då han färdats nära ljusets hastighet under större delen av dessa 3000 år. Han bär med sig ett ägg som är det sista exemplaret av de rymdvarelser han utplånade.
1. ↑  läs online, www.thehugoawards.org .[källa från Wikidata]
2. ↑  läs online, www.sfadb.com .[källa från Wikidata]
3. ↑  läs online, nebulas.sfwa.org .[källa från Wikidata]
4. ↑  läs online, nebulas.sfwa.org .[källa från Wikidata]